# João Francisco Capindica
João Francisco Capindica, född 12 januari 1971, är en angolansk friidrottare. Han deltog vid olympiska sommarspelen 1992.